# Euphorbia loandensis
Euphorbia loandensis är en törelväxtart som beskrevs av Nicholas Edward Brown. Euphorbia loandensis ingår i släktet törlar, och familjen törelväxter.
Artens utbredningsområde är Angola. Inga underarter finns listade i Catalogue of Life.